# Église Saint-Pierre-et-Saint-Paul de Donneville
Pour les articles homonymes, voir Église Saint-Pierre-et-Saint-Paul.
L'église Saint-Pierre-et-Saint-Paul est une église catholique située à Donneville, en France.

## Localisation
L'église est située dans le département français de la Haute-Garonne, sur la commune de Donneville.

## Historique
L'édifice est classé au titre des monuments historiques en 1993.